# Aranyvessző

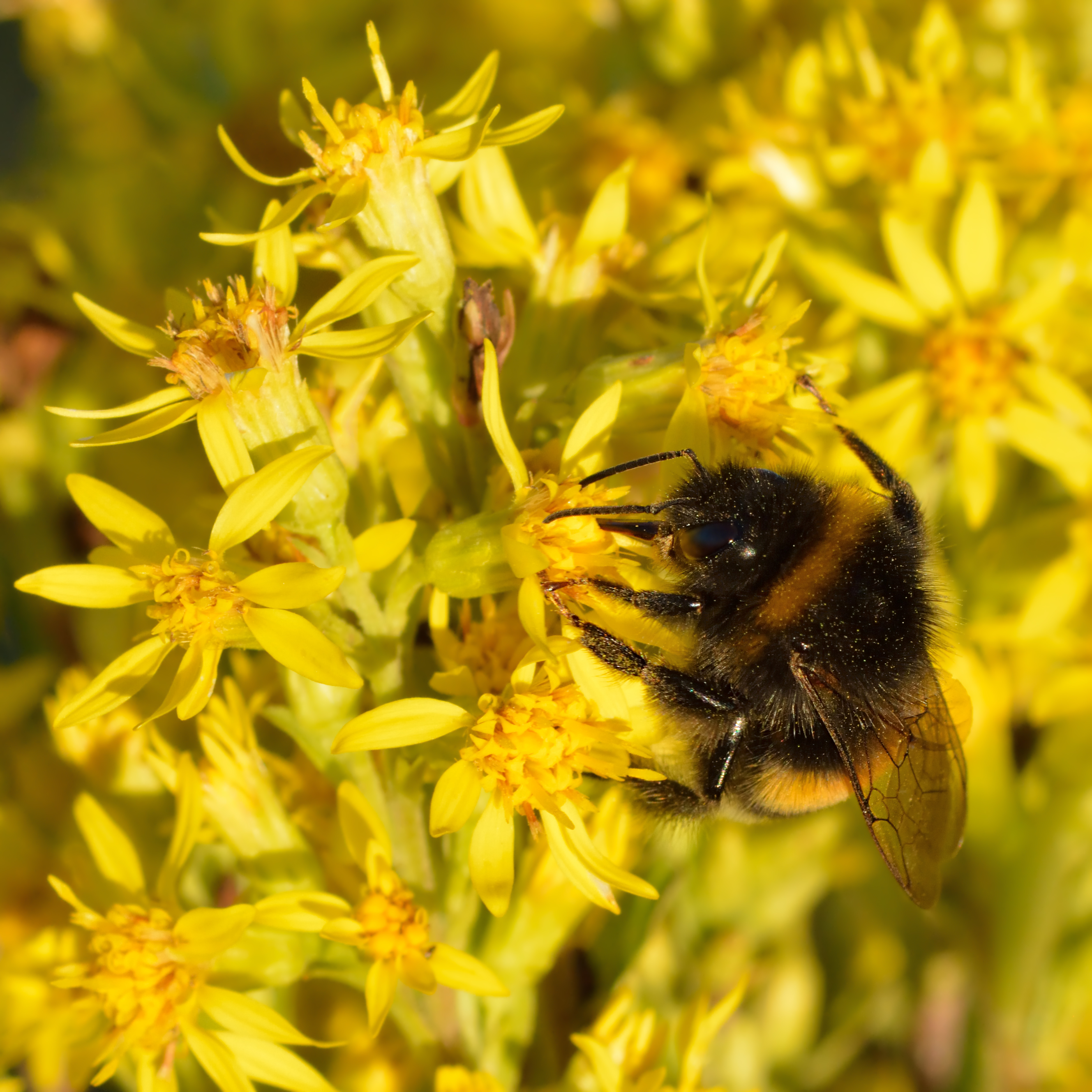
Poszméhfaj (Bombus cryptarum) közönséges aranyvessző (Solidago virgaurea) virágain (Keila, Észtország)

Az aranyvessző (Solidago) az őszirózsafélék családjának őszirózsaformák alcsaládjába tartozó virágos évelő növények nemzetsége.
További elnevezései: aranyosvessző, aranyruta, erősrojt, istápfű.

## Elterjedése, élőhelye
Tipikusan holarktikus nemzetség: a mintegy nyolcvan faj elsöprő többsége észak-amerikai, de élnek Észak-Afrikában és Kelet-Ázsiában is. Európában csak négy faja honos. Ezek közül a Kárpát-medence síkvidéki területein főként a közönséges aranyvessző (Solidago virga-aurea) terjedt el; a Solidago alpestris W. et Kit. (S. carpatica Schrad.) a havasokban lelhető fel.

## Megjelenése, felépítése
Két-három méter magas, karcsú, sűrű levelű, a tövénél bokrosodó kórók.

## Életmódja, termesztése
A mérsékelt égövön a legtöbb faj gondozás nélkül is szépen fejlődik: nem igényel se sok csapadékot, se különleges talajt. Éppen ezért hazánkban a kanadai aranyvessző (Solidago canadensis) már több helyen elvadult, invazív özöngyom; a hasonképpen Amerikából áthozott magas aranyvessző (Solidago gigantea) főleg a Nyugat-Dunántúlon települt meg (erdők szélén, vizek mentén).

## Felhasználása
A közönséges aranyvessző ismert gyógynövény, de tömegesen nyíló, élénksárga virágai miatt főleg dísznövénynek termesztik. Fitoterápiai célokra gyűjtik a vadon termő kanadai aranyvessző és magas aranyvessző virágos hajtásait (Solidaginis herba) is.
Legjellemzőbb hatóanyagaik a flavonoidok (1-2 százalék), a szaponinok (2-3 százalék) és az illóolajok. Ezen túl nyálkaanyagokat, fahéjsavszármazékokat és cserzőanyagokat is tartalmaznak.
Másutt a Solidaginis herba drog szaponin-, cseranyag-, rutin-, keserűanyag-, nikotinsav- és kevés illóolaj-tartalmát említik. A belőle készült forrázatot külsőleg toroköblítésre, teaként fogyasztva pedig magas vérnyomásra, különféle epe-, vese-, hólyag- és májproblémák ellen, nehéz havivérzés, szamárhurut, reumás és ízületi fájdalmak esetén használják, továbbá izzasztás és vizelethajtás céljából. A magas aranyvessző drogja jobb minőségű és több hatóanyagot tartalmaz, mint a közönséges aranyvesszőé.
További, dísznövényként Amerikából Európába áttelepített fajok:
- Solidago gigantea Aiton,
- Solidago canadensis L.
- Solidago grandiflora Desf.,
- Solidago nutans Aiton,
- Solidago procera Aiton,
- Solidago pyramidalis Moench,
- Solidago sempervirens L.,
- Solidago serotina Aiton,

## Fontosabb fajok
A fentebb említetteken túl:
- Solidago albopilosa
- Solidago arguta
- Solidago bicolor
- Solidago caesia
- Solidago cutleri
- Solidago fistulosa
- Solidago flexicaulis
- Solidago gattingeri
- Solidago hispida
- Solidago juncea
- Solidago latissimifolia
- Solidago leavenworthii
- Solidago macrophylla
- Solidago microglossa
- Solidago missouriensis
  - S. m. var. fasciculata
- Solidago mollis
- Solidago multiradiata
- Solidago nemoralis
- Solidago odora
- Solidago ouachitensis
- Solidago patula
- Solidago petiolaris
  - S. P. var. angusta
- Solidago ptarmicoides
- Solidago puberula
- Solidago purshii
- Solidago radula
- Solidago rugosa
  - S. r. subsp. aspera
- Solidago sciaphila
- Solidago shortii
- Solidago simplex
  - S. s. subsp. randii
    - S. s. subsp. randii var. gillmanii
    - S. s. subsp. randii var. racemosa
    - S. s. subsp. randii var. randii
- Solidago spathulata
- Solidago speciosa
  - Solidago speciosa var. erecta
  - Solidago speciosa var. rigidiuscula
- Solidago spectabilis
- Solidago sphacelata
- Solidago spithamea
- Solidago squarrosa
- Solidago stricta
- Solidago tortifolia
- Solidago uliginosa
- Solidago ulmifolia
- Solidago velutina
- Solidago verna
- Solidago virgaurea